# Gereformeerde Kerk (Pretoria)
Het kerkgebouw van de Gereformeerde Kerk in Pretoria is gebouwd in 1896 en 1897, ter vervanging van een oudere kerk aan de overkant van de straat. De kerk is gesitueerd op de hoek van de Kerkstraat en de Potgieterstraat. 
De president van Zuid-Afrika, Paul Kruger, legde op 10 oktober 1896 de hoeksteen van het gebouw. Kruger was zelf ook een trouw kerkganger in deze gemeente. De architect van het gebouw is Klaas van Rijsse, eveneens een gemeentelid. Op 25 december 1897 werd het door aannemersbedrijf Daanen en Dorslag gebouwde kerkgebouw in gebruik genomen. Het orgel is afkomstig van orgelbouwer J. Sauer uit Duitsland en is gebouwd in 1893. Hiermee behoort het tot de oudste nog in gebruik zijnde orgels van Zuid-Afrika. In 1955 werd het gebouw uitgebreid met de ‘Paul Krugersaal’. Begin jaren ’80 wordt deze zaal vervangen vanwege bouwkundige gebreken. In 1979 werd het gebouw toegevoegd aan de nationale monumentenlijst.
In 1994 werd de hoeksteen van de kerk door vandalisme beschadigd, waarne een replica van de oorspronkelijke steen is geplaatst.
Toen het gebouw in 1997 100 jaar oud was vond een uitgebreide renovatie plaats. Op 25 december werd hiervoor een gedenksteen onthuld. In 2009 werd een gedenksteen geplaatst, vanwege het 150-jarig bestaan van de gemeente.

## Fotogalerij

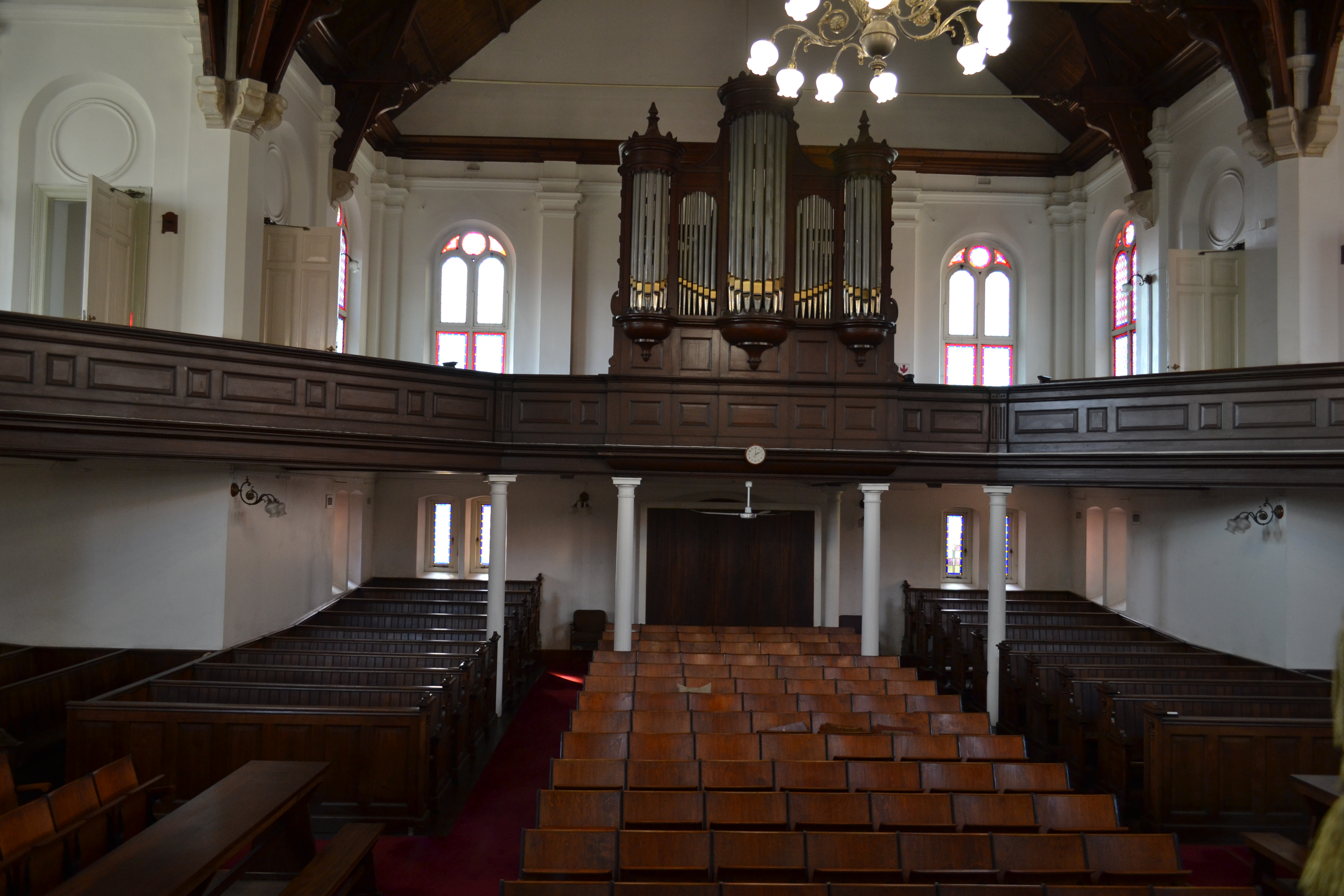
Interieur van de kerk met preekstoel.
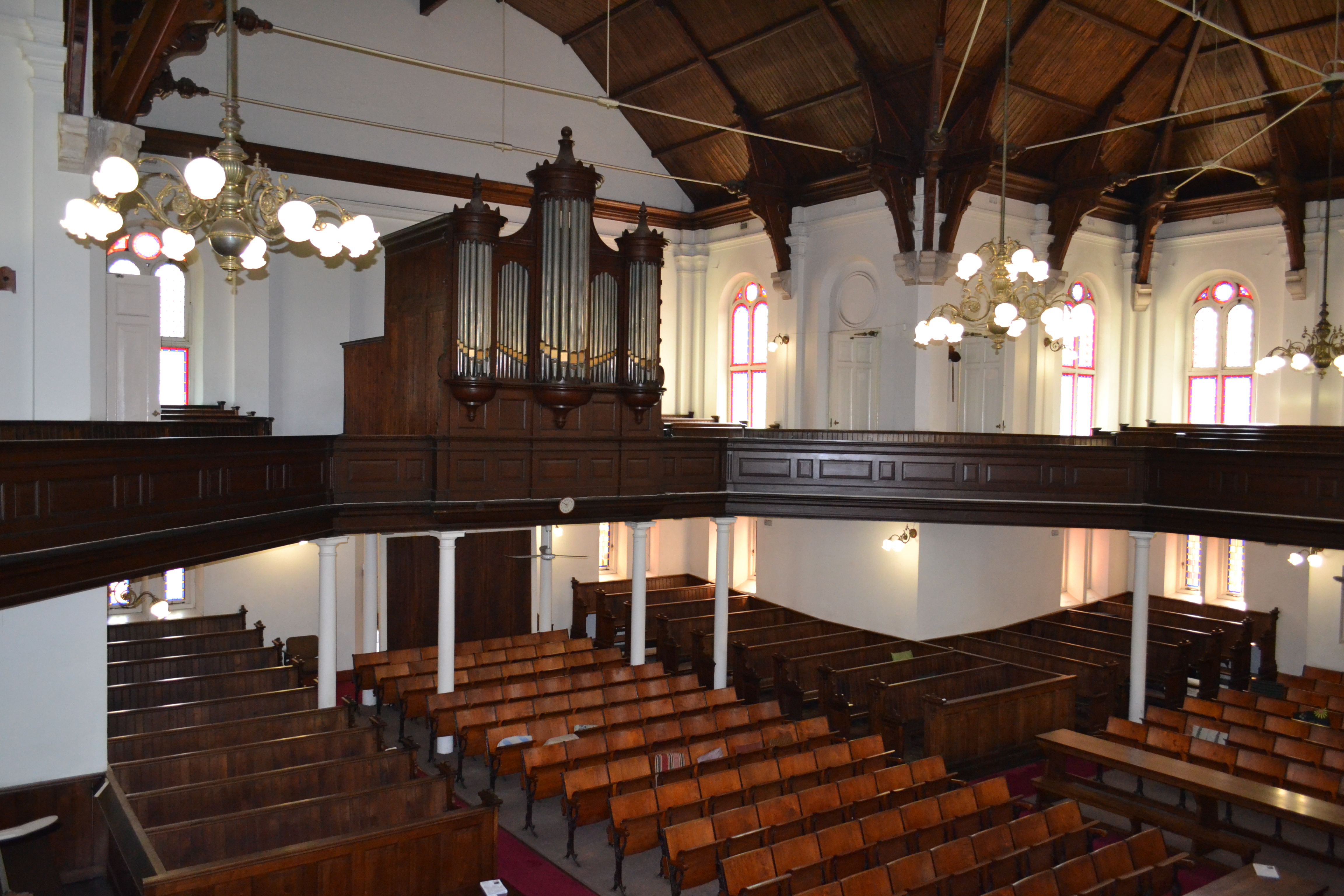
Het kerkorgel
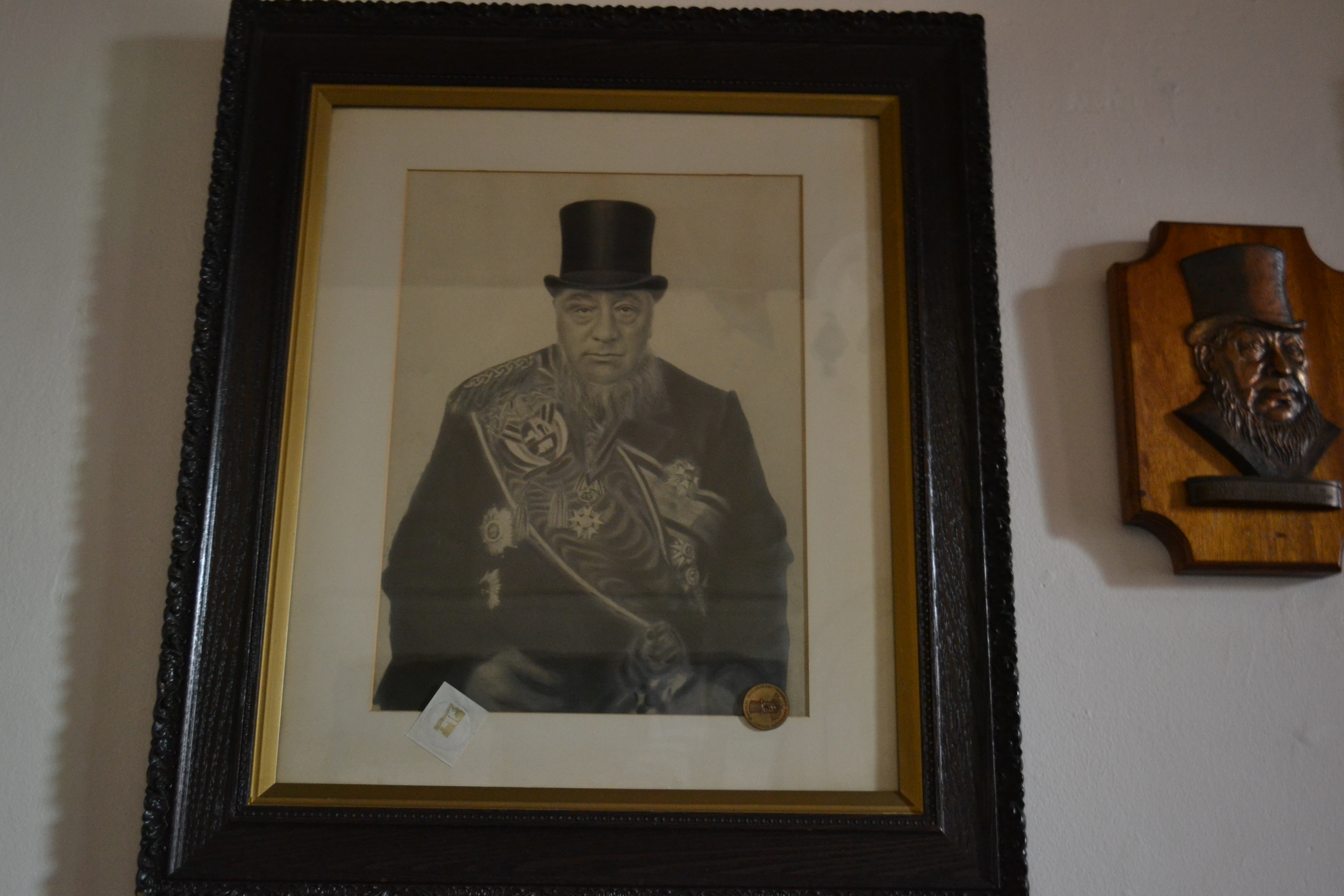
Afbeelding van Paul Kruger in de kerk
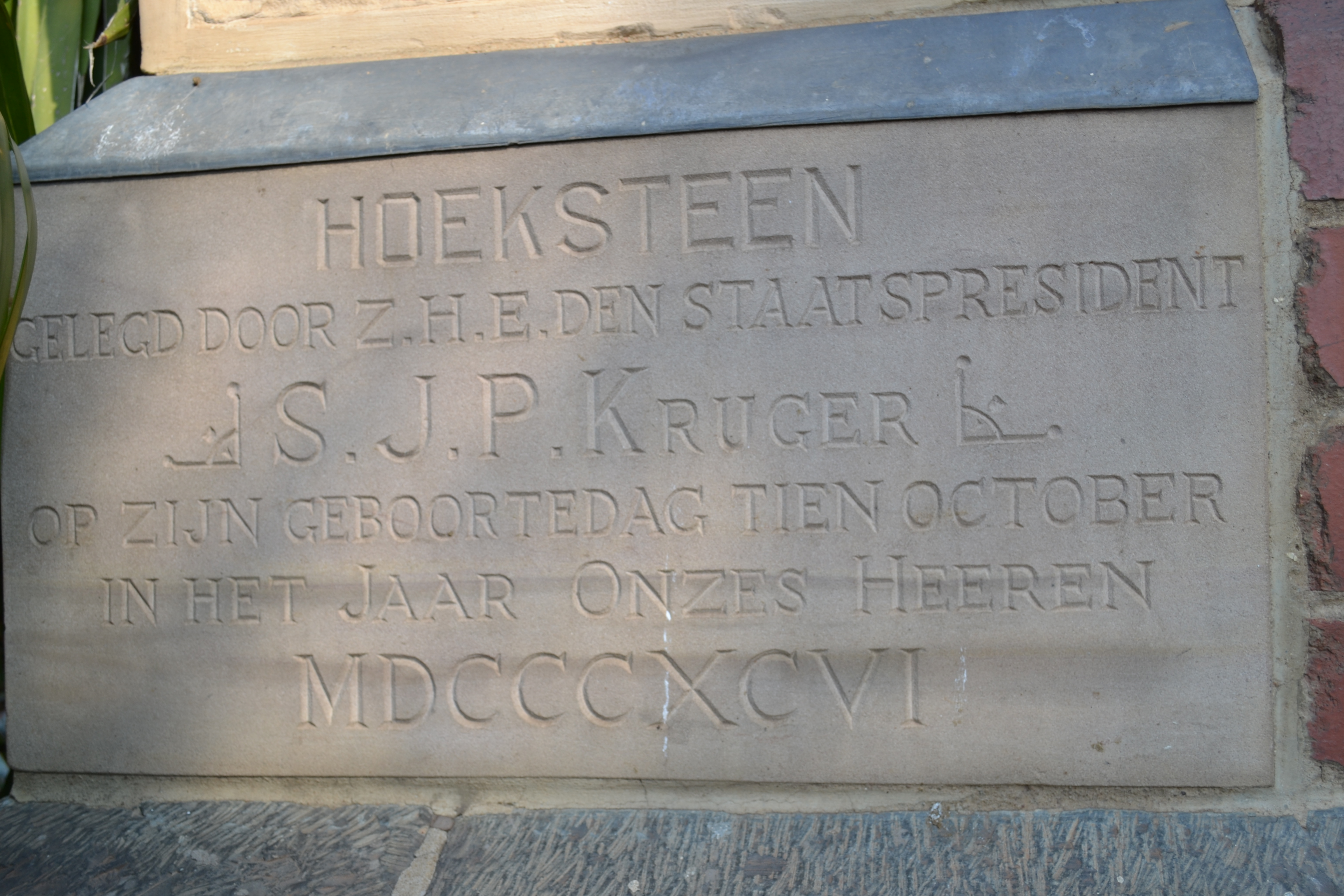
Een replica van de  door Kruger gelegde hoeksteen